# Терновский сельский совет (Севастополь)
Терновский сельский совет (укр. Тернівська сільська рада, крымскотат. Şüli köy şurası) — орган местной власти и соответствующая подчинённая территория в составе Балаклавского района города со специальным статусом Севастополя (горсовета) Украины (фактически до 2014 года); ранее до 1991 года — в составе Крымской области УССР в СССР, до 1954 года — в составе Крымской области РСФСР в СССР, до 1945 года — в составе Крымской АССР РСФСР в СССР.
Занимал территорию долины реки Ай-Тодорка с притоками. Граничил на востоке  с Орлиновским сельсоветом Балаклавского района города со специальным статусом Севастополя (горсовета), на севере — с Бахчисарайским районом АР Крым.
Площадь сельсовета 1,5 км², население по переписи 2001 года — 2 747 человек.

## История
Сельсовет образован, как Шульский, до 1926 года, в составе Севастопольского района и включал, поначалу, 2 села: собственно, Шули и Кара-Коба. После выделения в 1937 году Балаклавского района сельсовет вошёл в его состав.
Указом Президиума Верховного Совета РСФСР от 21 августа 1945 года Старо-Шульский сельсовет был переименован в Терновский.
Указом Президиума Верховного Совета РСФСР от 24 декабря 1952 года № 744/222 Терновский сельсовет объединен с Гористовским под названием Терновского. Постановлением Совета министров УССР от 20 апреля 1957 года Терновский сельсовет был передан в состав Куйбышевского района Крымской области. 29 июля 1959 года, решением объединенной сессии Родновского и Терновского сельсоветов, Родновский (с селом Хворостянка) был включён в состав Терновского.
На 15 июня 1960 года в составе совета числились населённые пункты:

| - Верхняя Хворостянка - Гористое | - Кучки - Нижняя Хворостянка | - Родное - Терновка |

Указом Президиума Верховного Совета УССР «Об укрупнении сельских районов Крымской области», от 30 декабря 1962 года Куйбышевский район упразднили и совет передали в Бахчисарайский район, тогда же в сельсовет вошло село Кучки Сёла Кучки и Хворостянка расселены между 1968 и 1977 годами. Согласно постановлению Верховного Совета Украины от 11 октября 1991 года № 1651 Терновский сельский совет был передан в подчинение Балаклавскому районному совету города Севастополя..
К 2014 году сельсовет включал 2 села: собственно, Терновку и Родное.
С 2014 года на месте сельсовета находится Терновский муниципальный округ города федерального значения Севастополя РФ.
17 июля 2020 года парламент Украины, не признающий аннексию Крыма Российской Федерацией, принял постановление о новой сети районов в стране, которым предполагается вывести территорию сельсовета из подчинения Севастополю и включить её в состав Бахчисарайского района АР Крым, однако это решение не вступает в силу в рамках украинского законодательства до «возвращения Крыма под общую юрисдикцию Украины».